# Martins Dukurs
Martins Dukurs (* 31. März 1984 in Riga, Lettische SSR, Sowjetunion) ist ein ehemaliger lettischer Skeletonfahrer.

## Werdegang

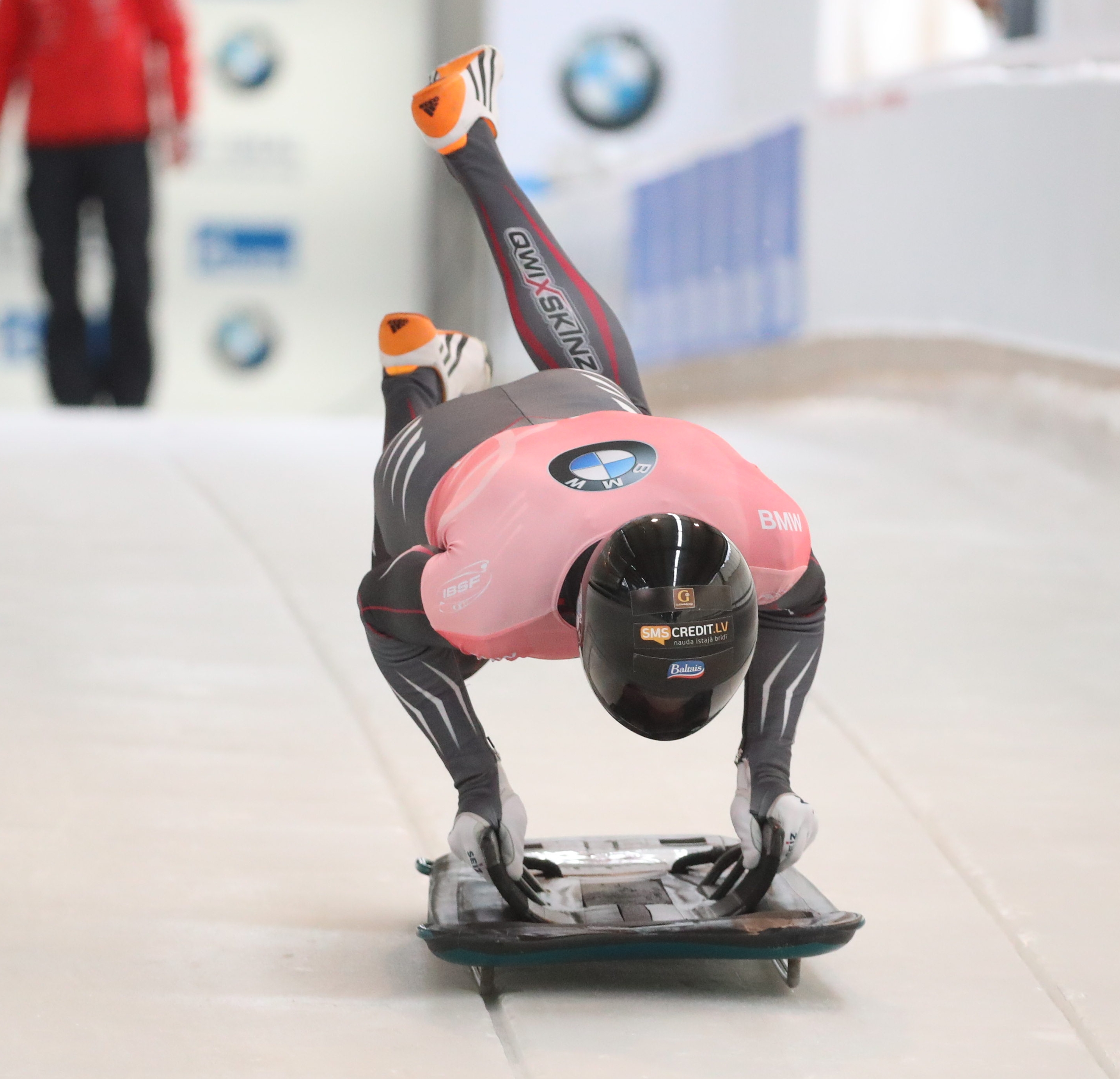
Martins Dukurs bei den Bob- und Skeleton-Weltmeisterschaften 2020 in Altenberg

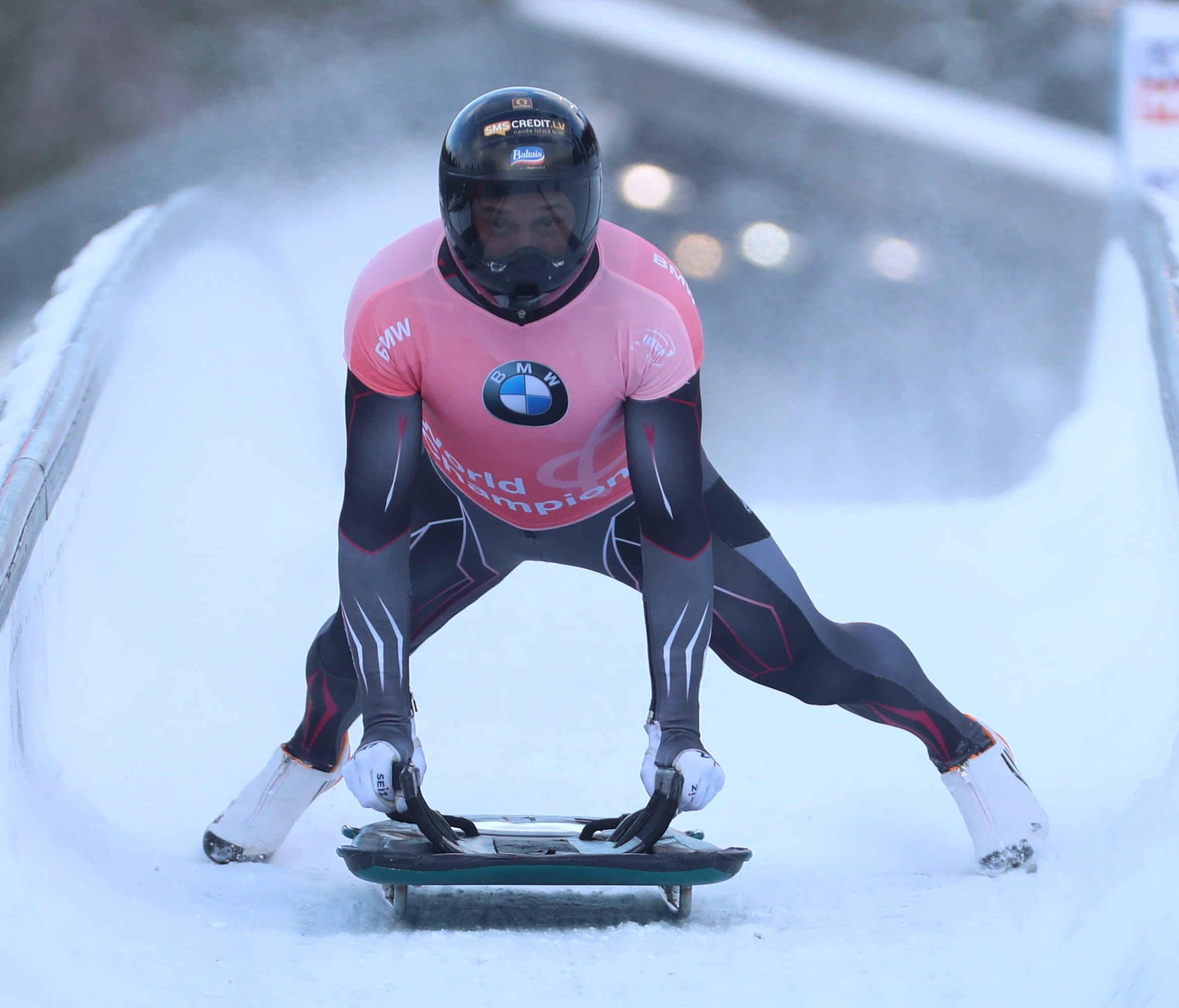
Martins Dukurs bei den Bob- und Skeleton-Weltmeisterschaften 2020 in Altenberg

Martins Dukurs debütierte im Dezember 2000 in Winterberg als 34. im Skeleton-Weltcup. Im folgenden Januar startete er auch erstmals bei Skeleton-Weltmeisterschaften. In Calgary wurde er 28. In der Saison 2001/02 startete er im neu geschaffenen Europacup. Die erste herausragende Leistung im Weltcup erreichte er als Zehnter im Januar 2005 im vorolympischen Rennen in Turin. Bei den Olympischen Winterspielen 2006 erreichte er dann den siebten Platz. Bei den Europameisterschaften des Jahres wurde er Achter. In der Saison 2006/07 schloss sich Martins Dukurs dem SRTS Race Team Skeleton an und schaffte in der gleichen Saison den endgültigen Durchbruch. Bei den Weltmeisterschaften in St. Moritz wurde er Sechster, bei den Europameisterschaften in Königssee hinter seinem Bruder Tomass Dukurs Vierter und beim vorletzten Weltcuprennen der Saison in  Winterberg Dritter. In der Saison 2009/10 gewann er vier Weltcuprennen, kam bei jedem Rennen unter die besten fünf und gewann die Gesamtwertung der Weltcupsaison. Bei den Olympischen Winterspielen 2010 in Vancouver gewann Martins Dukurs die Silbermedaille hinter dem Kanadier Jon Montgomery. Nach drei von vier Durchgängen lag er noch in Führung, rutschte dann aber im letzten und entscheidenden Lauf auf den zweiten Platz zurück.
In der nacholympischen Saison gewann er den ersten zu vergebenen Titel bei der Skeleton-Europameisterschaft 2011 in Winterberg. Im Weltcup erreichte er in acht Rennen sieben Podestplatzierungen, darunter fünf Siege. Er gewann souverän die Weltcup-Gesamtwertung. Gekrönt wurde die starke Saison durch den Gewinn der Goldmedaille bei der Weltmeisterschaft 2011 in Königssee. Er fuhr dabei in allen vier Durchgängen Bestzeit. Durch die Siege bei der Weltmeisterschaft 2012 sowie dem Weltcup wurde Dukurs der erste Skeletoni, der zwei Jahre hintereinander beide Titel einholte. Im Januar 2013 gewann er zum vierten Mal die Skeleton-Europameisterschaft 2013 und bei der Weltmeisterschaft gewann er Silber hinter Alexander Tretjakow. Im Weltcup musste er sich nur in einem Rennen Frank Rommel geschlagen geben und gewann überlegen erneut den Gesamtweltcup. Auch 2014 wurde er Europameister und holte zum fünften Mal den Gesamtweltcup, nachdem er nur bei einem Rennen nicht auf dem Podium gestanden hatte. Bei den Olympischen Winterspielen 2014 in Sotschi konnte er sich jedoch nicht gegen Alexander Tretjakow durchsetzen und gewann erneut die Silbermedaille. Im Winter 2014/15 verteidigte er erneut seinen EM-Titel und gewann souverän zum sechsten Mal in Folge den Gesamtweltcup. Auch den WM-Titel gewann er zum nunmehr dritten Mal. Im Weltcup 2015/16 gewann er sieben der acht Rennen und holte überlegen erneut den Gesamtweltcup. Nur beim siebten Saisonrennen musste er sich Yun Sung-bin geschlagen geben. Dabei gewann er jedoch zeitgleich mit seinem Bruder Tomass sein siebtes Gold bei der Europameisterschaft. Bei der Weltmeisterschaft in Igls verteidigte er ebenfalls seinen Titel.
Ab 2010 wurde Dukurs unter anderem durch den ehemaligen Weltmeister Gregor Stähli trainiert.
Im Sommer 2022 gab Dukurs seinen Rücktritt bekannt.

## Auszeichnungen
Dukurs wurde 2010 mit dem Drei-Sterne-Orden ausgezeichnet. In den Jahren 2010, 2011, 2013, 2014, 2015 und 2019 wurde er zum lettischen Sportler des Jahres gewählt.

## Erfolge

### Gesamtweltcup
| Saison  | Platz | Punkte |
| ------- | ----- | ------ |
| 2004/05 | 019.  | 0139   |
| 2005/06 | 020.  | 0151   |
| 2006/07 | 012.  | 0255   |
| 2007/08 | 05.   | 1369   |
| 2008/09 | 06.   | 1282   |
| 2009/10 | 01.   | 1694   |
| 2010/11 | 01.   | 1719   |
| 2011/12 | 01.   | 1751   |
| 2012/13 | 01.   | 2010   |
| 2013/14 | 01.   | 1720   |
| 2014/15 | 01.   | 1770   |
| 2015/16 | 01.   | 1785   |
| 2016/17 | 01.   | 1662   |
| 2017/18 | 04.   | 1440   |
| 2018/19 | 03.   | 1533   |
| 2019/20 | 01.   | 1665   |
| 2020/21 | 01.   | 1456   |
| 2021/22 | 01.   | 1623   |

### Weltcupsiege
Einsitzer
| Nr. | Datum         | Ort            | Bahn                                              |
| --- | ------------- | -------------- | ------------------------------------------------- |
| 01. | 8. Feb. 2008  | Winterberg     | Bobbahn Winterberg                                |
| 02. | 12. Nov. 2009 | Park City      | Bobbahn Park City                                 |
| 03. | 11. Dez. 2009 | Winterberg     | Bobbahn Winterberg                                |
| 04. | 8. Jan. 2010  | Königssee      | Kombinierte Kunsteisbahn am Königssee             |
| 05. | 23. Jan. 2010 | Innsbruck-Igls | Olympia Eiskanal Igls                             |
| 06. | 2. Dez. 2010  | Calgary        | Bob- und Rennschlittenbahn im Canada Olympic Park |
| 07. | 15. Jan. 2011 | Innsbruck-Igls | Kunsteisbahn Bob-Rodel Igls                       |
| 08. | 23. Jan. 2011 | Winterberg     | Bobbahn Winterberg                                |
| 09. | 28. Jan. 2011 | St. Moritz     | Olympia Bob Run St. Moritz–Celerina               |
| 10. | 4. Feb. 2011  | Cesana         | Cesana Pariol                                     |
| 11. | 3. Dez. 2011  | Innsbruck-Igls | Kunsteisbahn Bob-Rodel Igls                       |
| 12. | 9. Dez. 2011  | La Plagne      | Piste de La Plagne                                |
| 13. | 16. Dez. 2011 | Winterberg     | Bobbahn Winterberg                                |
| 14. | 6. Jan. 2012  | Altenberg      | Rennschlitten- und Bobbahn Altenberg              |
| 15. | 21. Jan. 2012 | St. Moritz     | Olympia Bob Run St. Moritz–Celerina               |
| 16. | 4. Feb. 2012  | Whistler       | Whistler Sliding Centre                           |
| 17. | 10. Feb. 2012 | Calgary        | Bob- und Rennschlittenbahn im Canada Olympic Park |
| 19. | 8. Nov. 2012  | Lake Placid    | Olympia-Bobbahn Lake Placid                       |
| 19. | 17. Nov. 2012 | Park City      | Bobbahn Park City                                 |
| 20. | 7. Dez. 2012  | Winterberg     | Bobbahn Winterberg                                |
| 21. | 14. Dez. 2012 | La Plagne      | Bob- und Rennschlittenbahn La Plagne              |
| 22. | 5. Jan. 2013  | Altenberg      | DKB-Eiskanal                                      |
| 23. | 12. Jan. 2013 | Königssee      | Kunsteisbahn Königssee                            |
| 24. | 19. Jan. 2013 | Innsbruck-Igls | Kunsteisbahn Bob-Rodel Igls                       |
| 25. | 13. Feb. 2013 | Sotschi        | Sliding Center Sanki                              |
| 26. | 29. Jan. 2013 | Calgary        | Bob- und Rennschlittenbahn im Canada Olympic Park |
| 27. | 3. Jan. 2014  | Winterberg     | Bobbahn Winterberg                                |
| 28. | 10. Jan. 2014 | St. Moritz     | Olympia Bobrun St. Moritz–Celerina                |
| 29. | 12. Jan. 2014 | St. Moritz     | Olympia Bobrun St. Moritz–Celerina                |
| 30. | 18. Jan. 2014 | Innsbruck-Igls | Kunsteisbahn Bob-Rodel Igls                       |
| 31. | 25. Jan. 2014 | Königssee      | Kunsteisbahn Königssee                            |
| 32. | 12. Dez. 2014 | Lake Placid    | Olympia-Bobbahn Lake Placid                       |
| 33. | 19. Dez. 2014 | Calgary        | Bob- und Rennschlittenbahn im Canada Olympic Park |
| 34. | 10. Jan. 2015 | Altenberg      | DKB-Eiskanal                                      |
| 35. | 23. Jan. 2015 | St. Moritz     | Olympia Bobrun St. Moritz–Celerina                |
| 36. | 30. Jan. 2015 | La Plagne      | Bob- und Rennschlittenbahn La Plagne              |
| 37. | 7. Feb. 2015  | Innsbruck-Igls | Kunsteisbahn Bob-Rodel Igls                       |
| 38. | 28. Nov. 2015 | Altenberg      | DKB-Eiskanal                                      |
| 39. | 4. Dez. 2015  | Winterberg     | Bobbahn Winterberg                                |
| 40. | 12. Dez. 2015 | Königssee      | Kunsteisbahn Königssee                            |
| 41. | 9. Jan. 2016  | Lake Placid    | Olympia-Bobbahn Lake Placid                       |
| 42. | 16. Jan. 2016 | Park City      | Bobbahn Park City                                 |
| 43. | 23. Jan. 2016 | Whistler       | Whistler Sliding Centre                           |
| 44. | 27. Feb. 2016 | Königssee      | Kunsteisbahn Königssee                            |
| 45. | 14. Jan. 2017 | Winterberg     | Bobbahn Winterberg                                |
| 46. | 20. Jan. 2017 | St. Moritz     | Olympia Bobrun St. Moritz–Celerina                |
| 47. | 3. Feb. 2017  | Innsbruck-Igls | Kunsteisbahn Bob-Rodel Igls                       |
| 48. | 17. März 2017 | Pyeongchang    | Olympic Sliding Centre                            |
| 49. | 10. Nov. 2017 | Lake Placid    | Olympia-Bobbahn Lake Placid                       |
| 50. | 15. Dez. 2017 | Innsbruck-Igls | Kunsteisbahn Bob-Rodel Igls                       |
| 51. | 18. Jan. 2019 | Innsbruck-Igls | Kunsteisbahn Bob-Rodel Igls                       |
| 52. | 17. Jan. 2020 | Innsbruck-Igls | Kunsteisbahn Bob-Rodel Igls                       |
| 53. | 31. Jan. 2020 | St. Moritz     | Olympia Bobrun St. Moritz–Celerina                |
| 54. | 14. Feb. 2020 | Sigulda        | Rennrodel- und Bobbahn Sigulda                    |
| 55. | 20. Nov. 2020 | Sigulda        | Rennrodel- und Bobbahn Sigulda                    |
| 56. | 27. Nov. 2020 | Sigulda        | Rennrodel- und Bobbahn Sigulda                    |
| 57. | 11. Dez. 2020 | Innsbruck-Igls | Kunsteisbahn Bob-Rodel Igls                       |
| 58. | 18. Dez. 2020 | Innsbruck-Igls | Kunsteisbahn Bob-Rodel Igls                       |
| 59. | 18. Dez. 2021 | Altenberg      | Rennschlitten- und Bobbahn Altenberg              |
| 60. | 7. Jan. 2022  | Winterberg     | Bobbahn Winterberg                                |
| 61. | 14. Jan. 2022 | St. Moritz     | Olympia Bobrun St. Moritz–Celerina                |